# اونوکونی یاسوشی
اونوکونی یاسوشی (به ژاپنی: 大乃国 康) کُشتی‌گیر سوموی اهل هوکایدو در کشور ژاپن است که شصت‌ودومین کشتی‌گیر دارای رتبهٔ یوکوزونا محسوب می‌شود. وی در سال ۱۹۸۷ میلادی به این مرتبه ارتقا یافت و در سال ۱۹۹۱ میلادی بازنشست شد. اونوکونی یاسوشی توانست ۲ بار قهرمان (یوشو) مسابقات سومو شود.